# Fabrique-cuisine

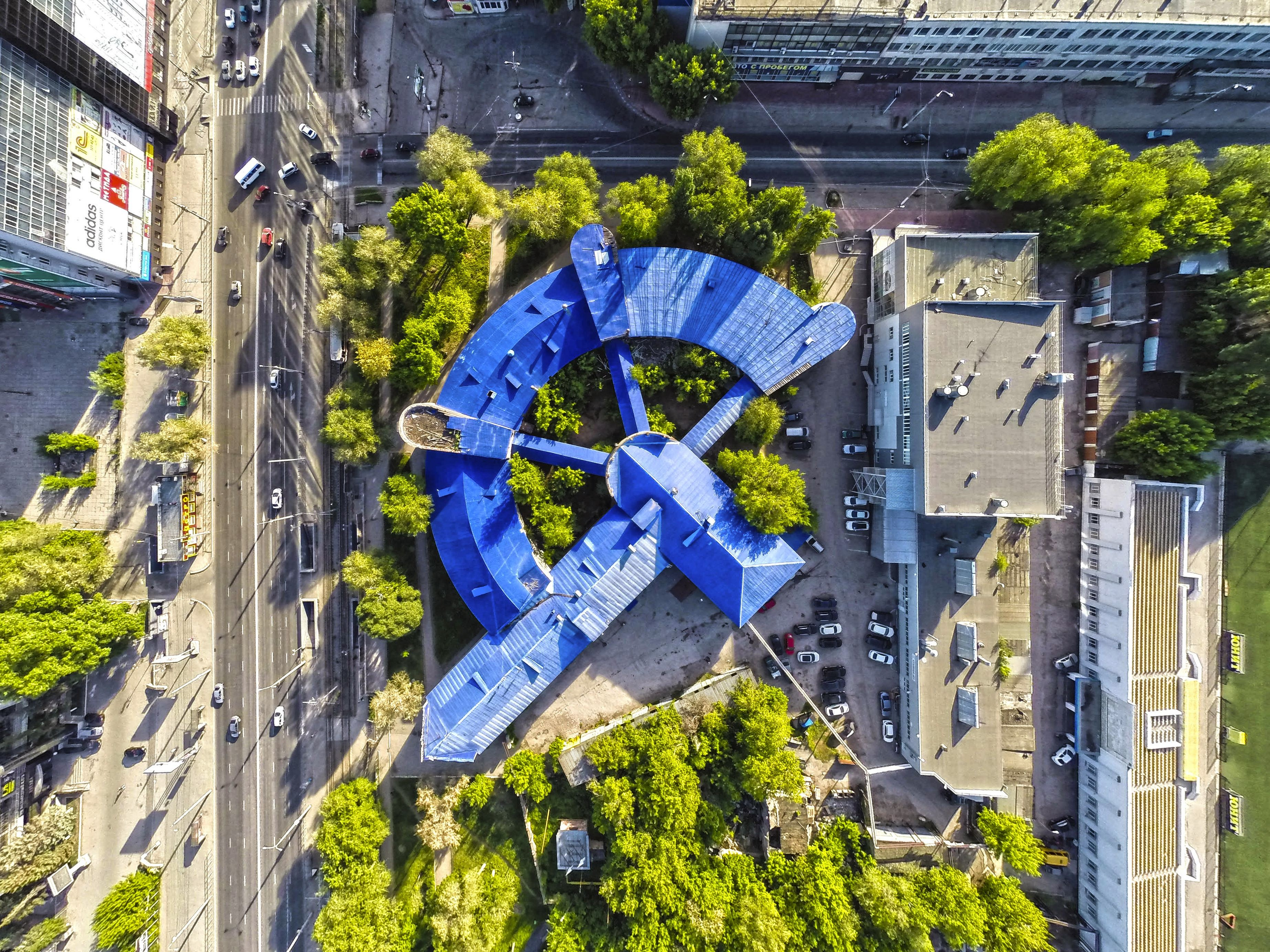
Fabrique-cuisine de Samara

La fabrique-cuisine (en russe : Фабрика-кухня) est un type de grande entreprise mécanisée de restauration collective, qui s'est répandue dans les années 1920-1930 en URSS.
D'un point de vue architectural et socioculturel, il s'agit d'un type de construction unique dans l'histoire de la réalisation architecturale en art contemporain en URSS.

## Fabrique-cuisine comme école de restauration

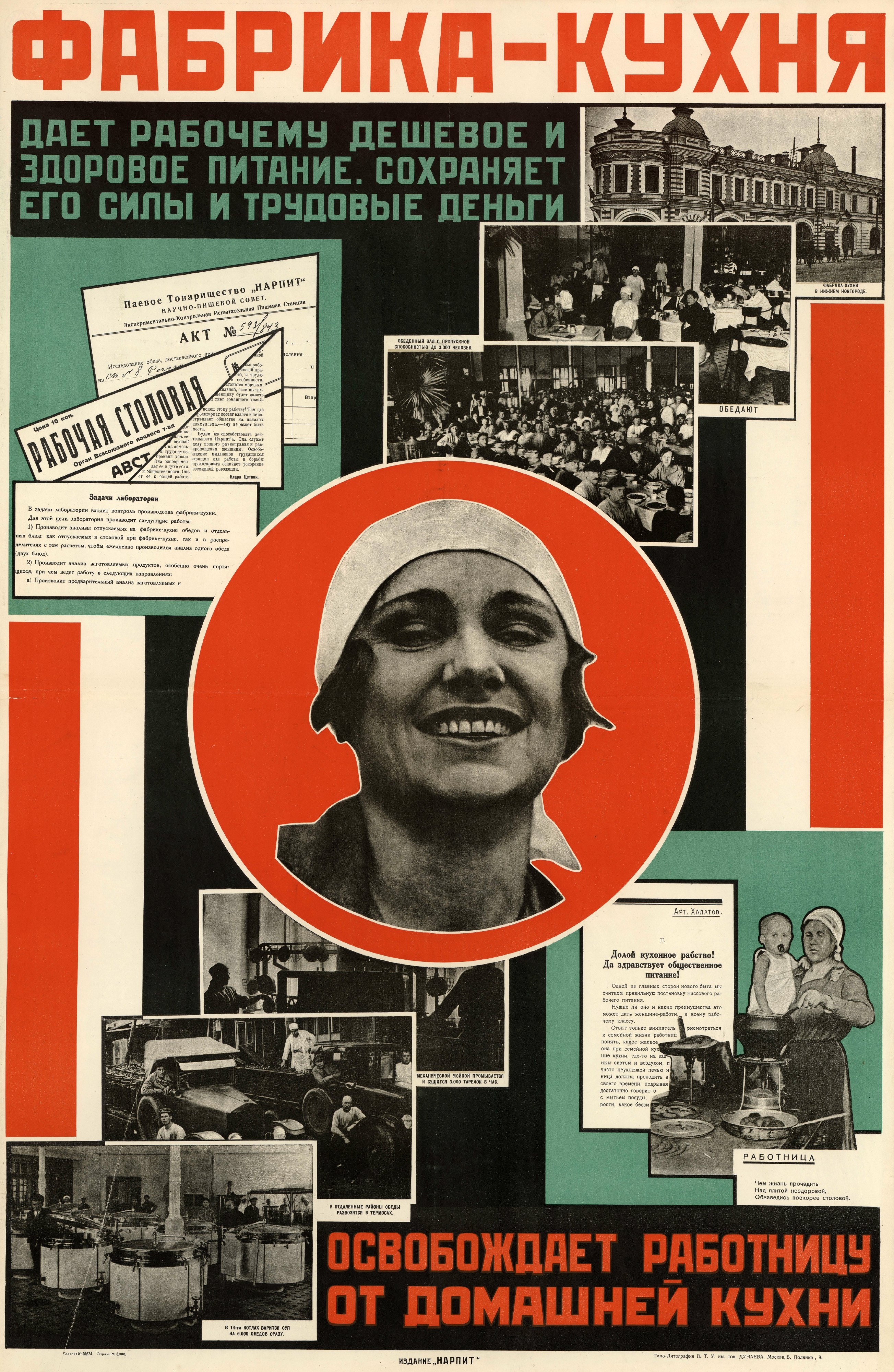
Affiche soviétique de 1927 proclamant les avantages de la restauration collective et la libération des travailleurs des tâches ménagères s'y rapportant

Dans les premières années après la révolution d'Octobre, a commencé en URSS la réorganisation fondamentale par le pouvoir du mode de vie des Soviétiques.
L'objectif d'industrialisation du pays a nécessité un changement qualitatif des habitudes de consommation. Du fait du développement de la restauration collective, il s'est avéré nécessaire de disposer de moyens accrus et mécanisés dans des entreprises, qui permettent de nourrir rapidement un grand nombre de travailleurs.
En outre, dans les années 1920 a été entreprise la libération de la femme des corvées ménagères pour pouvoir l'impliquer dans la production.
Les valeurs familiales caractéristiques du mode de vie russe ancien ont perdu leur pertinence. Sont apparus les réchauds primus, les repas comme à la maison, à l'inverse de l'univers spacieux et lumineux des salles à manger publiques qui existaient auparavant.
Le développement de la NEP accordait une grande importance au développement du secteur public de restauration pour détourner les masses de travailleurs des restaurants du secteur privé.
L'idéologie socialiste accordait un rôle socioculturel important à la consommation en commun de nourriture : les évènements collectifs en tout genre étaient considérés comme un point important dans la formation du nouveau type d'homme soviétique.
Pour toutes ces raisons, la fabrique-cuisine a été appelée dans le style révolutionnaire de l'époque l'école de la restauration collective.

## Allusions littéraires aux changements
L'écrivain Iouri Olecha décrit ce processus comme suit dans son roman Zavist : « La guerre est déclarée à la cuisine. Mille cuisines peuvent être considérées comme conquises. Tous les hachoirs à viande, les primus, les poêles, les robinets y seront réunis. Si vous voulez, ce sera l'industrialisation des cuisines. Des commissions vont être créées. Les machines à éplucher les légumes s'avèrent excellentes. Un ingénieur allemand construit une cuisine… »
Iaroslav Smeliakov compose ce poème dans son ouvrage Au-dessus de Moscou volent les dirigeables, 1931 :

« Et voici la maîtresse de maison assise dans sa salle à manger 

et elle mange (supposons) du bouillon de poulet.

Le bouillon qu'elle a acheté 

à très bas prix,

qui a été cuit dans d'énormes chaudières

par des filles en tablier de travail.

Et devant l'hôtesse resplendissent des fleurs,

à la place des meilleurs brûleurs du monde,

et à côté de la maîtresse brillent, comme des étoiles 

des assiettes échaudées. »

Les auteurs Ilf et Petrov se souviennent aussi des fabriques-cuisines dans le roman Le Veau d'or (1931) :

« — Je dois vous avouer qu'une fabrique-cuisine a été ouverte. Table européenne. Assiettes lavées et séchées par l'électricité. La courbe des maladies gastriques a fortement baissé depuis son ouverture.

— C'est le résultat ! s'exclama le grand combinateur, en se cachant la figure avec les mains.

— Vous n'avez encore rien vu, dit le directeur du musée en riant timidement, allons à la fabrique-cuisine pour déjeuner.

<…>

Dans la grande salle de la fabrique-cuisine, au milieu des murs carrelés, sous les rubans tue-mouches suspendus au plafond, les voyageurs mangeaient de la soupe aux champignons accompagnée de petites boulettes. »

## Construction de fabriques-cuisines en URSS

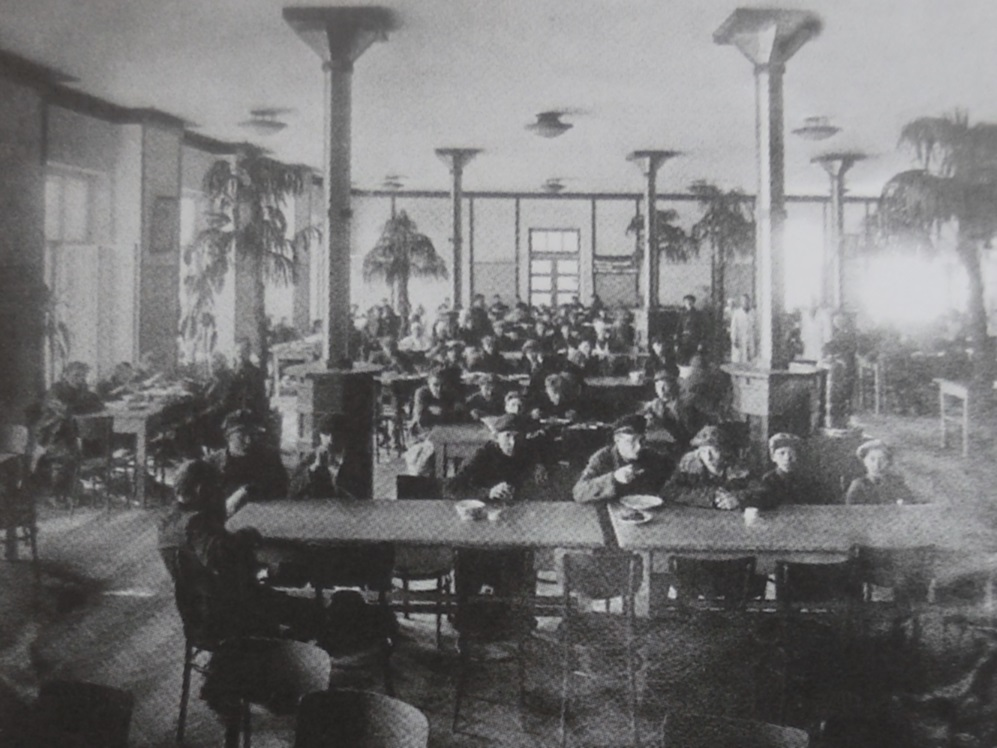
Intérieur de la Fabrique-cuisine à Ivanovo

La première, la fabrique-cuisine N°1 d'Ivanovo (ru), est ouverte en 1925 à Ivanovo,, et est devenue le prototype des bâtiments à cette destination. La deuxième a été construite à Nijni Novgorod, la troisième à DniproHES.
L'expérience réussie des premières fabriques a suscité un grand intérêt pour elles. Durant les années qui ont suivi, on en a construit à Fili, sur la chaussée de Moscou, et deux autres également à Moscou. À Léningrad, ce n'est qu'en 1930 que quatre fabriques sont construites.
Les volumes de production sont énormes pour l'époque. Ainsi à Minsk, 400 travailleurs étaient occupés par l'entreprise. À la fabrique-cuisine de Narvski (ru) à Léningrad, les bâtiments occupaient tout un îlot urbain et étaient réunis à un grand magasin.
À Samara, l'architecte Ekaterina Nikolaïevna Maximova conçoit et réalise en 1932 la fabrique-cuisine de Samara, dont le plan a la forme de la faucille et du marteau, symboles du communisme.
Les fabriques-cuisines sont restées une forme d'organisation des repas dans les cantines des usines et pas dans les lieux de résidence.
La production massive de ces entreprises a contribué à faciliter le travail des femmes au sein des ménages.
Du point de vue architectural, les fabriques-cuisines sont des monuments de l'ère post-révolutionnaire qui incarnent les fantasmes audacieux du rationalisme architectural et du constructivisme russe.

## Types particuliers de bâtiments
Au fil du temps, tout un programme d'architecture a été développé pour ces fabriques-cuisines et Moscou a joué un rôle particulier dans les projets d'entreprises de restauration collective.

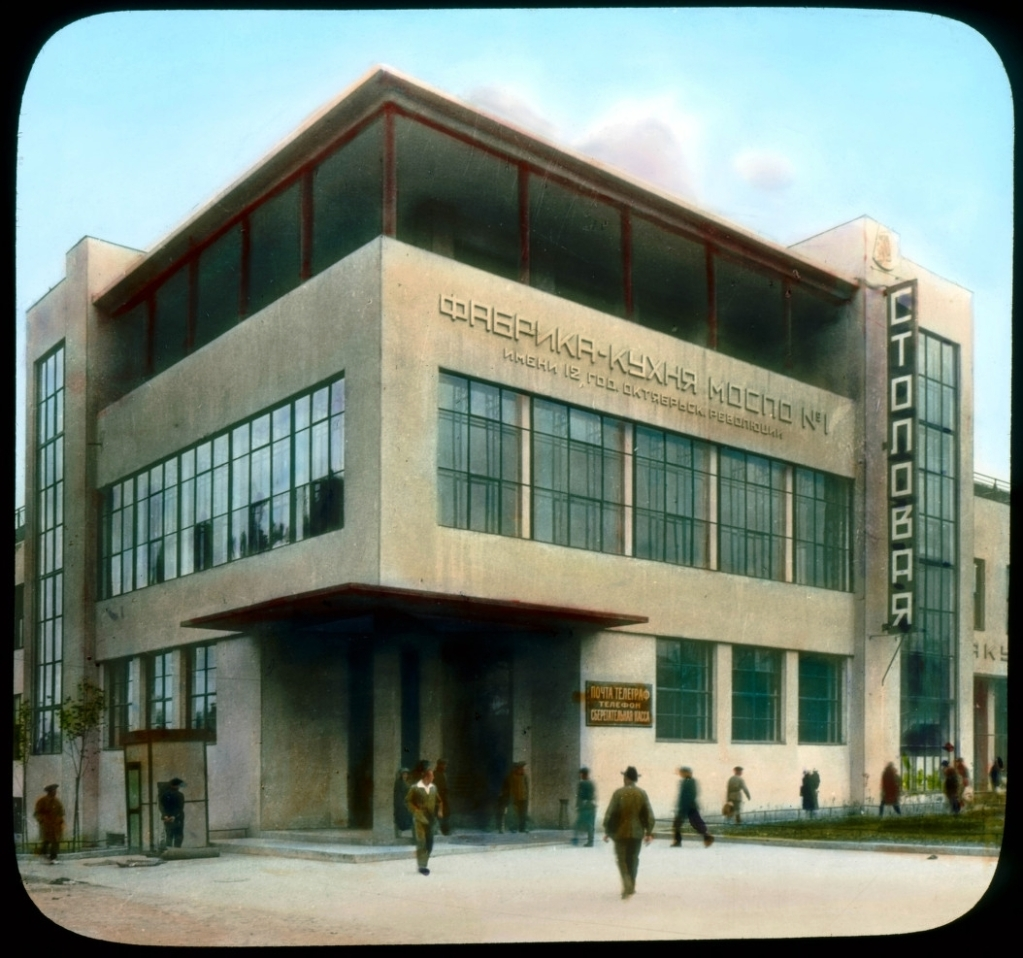
Fabrique-cuisine № 1 (Moscou), avenue de Léningrad, 7. 1931

La fabrique-cuisine N° 1 de Moscou en 1929 (ru), sur la chaussée de Leningrad, construite suivant le projet de l'architecte Alexeï Ivanovitch Mechkov (ru) a été un évènement dans la vie de la ville. En effet, le besoin de telles entreprises de restauration se faisait sentir à la fin des années 1920.
Le site d'implantation de cette fabrique n'a pas été choisi au hasard - en face du très populaire restaurant Yar (ru).
Les exigences architecturales de base des fabriques-cuisine se sont formées : le bâtiment doit avoir 2 ou 3 étages au-dessus du rez-de-chaussée et un sous-sol destiné aux réfrigérateurs, à l'entreposage, aux machines à pain.
Le rez-de-chaussée est destiné à la production et à un laboratoire de recherche. On y trouve encore un vestiaire pour les visiteurs. Un emplacement de restauration rapide est également installé au premier étage.
Le deuxième étage est un espace pour dîner, le troisième est destiné aux banquets et aux salles de fêtes.
Le toit est de préférence plat pour pouvoir organiser des repas à l'extérieur en été.
La ville de Léningrad a apporté une contribution importante au développement de ce type d'architecture. La fabrique-cuisine du district de Vyborg est composée de deux ailes : une pour la production et l'autre pour la vente des repas préparés. À Léningrad, le grand magasin Kirovski (ru) est relié à la fabrique-cuisine.